# Simone bar Sabbae
Simone bar Sabbae, (Shem'on bar Ṣabba'e) (... – 341 circa), è stato un vescovo siriaco, vescovo di Seleucia-Ctesifonte dal 335 circa al 341 circa. Morto martire durante le persecuzioni di Sapore II, è venerato come santo da diverse Chiese cristiane.
È uno dei martiri persiani.

## Biografia
Già vescovo coadiutore di Papa bar Aggai dal 316, gli succedette sulla cattedra di Seleucia-Ctesifonte nel 335 circa. Quasi nulla si conosce della sua vita, ad eccezione degli Atti del suo martirio, avvenuto durante il regno del re persiano Sapore II. In quest'epoca l'impero persiano era in guerra contro i Romani; per finanziare la guerra, Sapore II aumentò le imposte che gravavano sulla popolazione cristiana. 

Il rifiuto di Simone bar Sabbae di accondiscendere alle volontà del re fu interpretato come un tradimento; per questo motivo il vescovo di Seleucia-Ctesifonte fu messo a morte assieme a diverse migliaia di cristiani, noti come martiri persiani. Secondo gli Atti del suo martirio, Simone fu messo a morte un venerdì santo di un anno imprecisato che si aggira al 341.

La tradizione indica come giorno della sua morte venerdì 17 aprile 341.

## Culto
Simone bar Sabbae  è venerato come santo da diverse Chiese e in diversi giorni: 
- il 17 aprile nella Chiesa cattolica;
- il Venerdì dopo Pasqua nella Chiesa ortodossa siriaca;
- il 17 aprile a la Chiesa greco-ortodossa;
- il 30 aprile la Chiesa cattolica greco-melchita;
- il 17 agosto nella Chiesa assira d'Oriente.